# Sphecozone nitens
Sphecozone nitens is een spinnensoort uit de familie hangmatspinnen (Linyphiidae). De soort komt voor in Ecuador en Peru.